# Poecilopsis helenae
Poecilopsis helenae är en fjärilsart som beskrevs av Harrison 1910. Poecilopsis helenae ingår i släktet Poecilopsis och familjen mätare. Inga underarter finns listade i Catalogue of Life.